# 196 (число)
Вижте пояснителната страница за други значения на 196.
196 (сто деветдесет и шест) е естествено, цяло число, следващо 195 и предхождащо 197.
Сто деветдесет и шест с арабски цифри се записва „196“, а с римски цифри – „CXCVI“. Числото 196 е съставено от три цифри от позиционните бройни системи – 1 (едно), 9 (девет), 6 (шест).

## Общи сведения
- 196 е четно число.
- 196-ият ден от годината е 15 юли.
- 196 е година от Новата ера.